# Еуримедонт
Еуримедонт (грч. Eurymedon, лат. Eurymedon) је име двојице возача бојних кола у Тројанском рату и једног гиганта.

## Митологија

### Два возача Еуримедонта
- Први возач борних кола је био Еуримедонт, возач микенског краља Агамемнона, врховног заповедника удружене ахајске војске по Тројом. После победе вратио се са Агамемноном у Микену и заједно са њим је био убијен од братића Агамемнона, Егиста.
- Други возач борних кола је био Еуримедонт, возач пилског краља Нестора.

### Гигант Еуримедонт
Гигант Еуримедонт се, међу својом дивовском браћом, издвајао по невероватној снази. Био је владар у Епиру, а у устанку против богова са Олимпа је поразом довео до пропасти свој народ, а и себе. Његова најмлађа кћерка Перибеја, са богом мора Посејдоном је имала сина Науситоја, који је постао краљ Феачана.